# Wang Xian

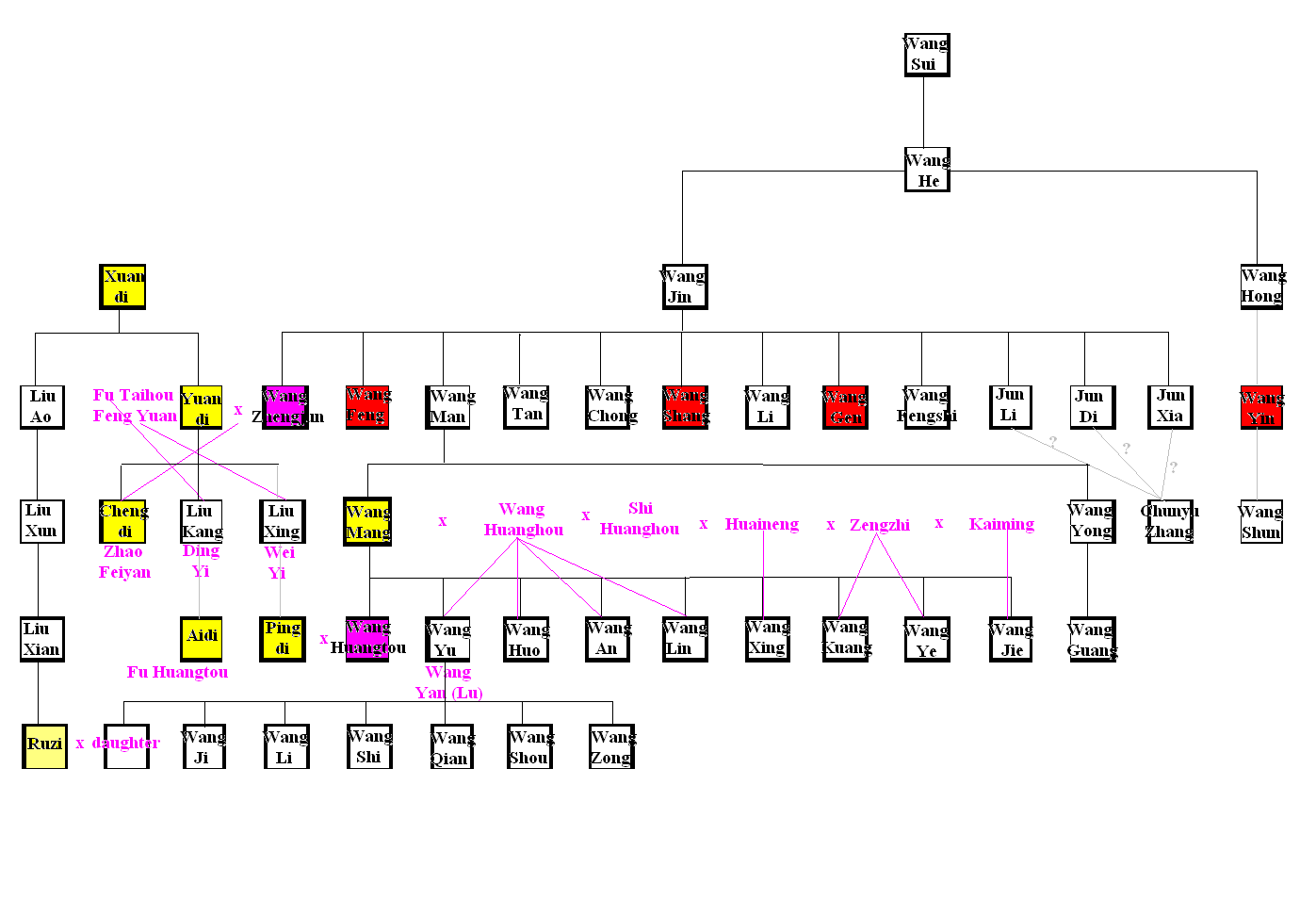
Stamboom van de familie Wang

Wang Xian (†12 v.Chr.) was een schoonvader van de Chinese keizer Wang Mang. Zijn dochter, Wang Huanghou was de eerste echtgenote van Wang Mang. Zij behoorden niet tot zijn directe familie.
De omgangsnaam van Wang Xian was Zhangbo (長伯). In 30 v.Chr. volgde hij Wang Tan (王譚) op als (derde) 'baron van Yichun' (宜春侯, Yichun hou) en in 26 werd hij benoemd tot 'Hoogste intendant voor de Ceremonies' (Taichang, 太常), een functie die hij in hetzelfde jaar weer opgaf wegens zijn verslechterde gezondheid. Hij overleed in 12 v.Chr. en werd als vierde baron van Yichun opgevolgd door Wang Zhang (王章, †4 v.Chr.).